# Sceloporus teapensis
Sceloporus teapensis är en ödleart som beskrevs av  Günther 1890. Sceloporus teapensis ingår i släktet Sceloporus och familjen Phrynosomatidae. IUCN kategoriserar arten globalt som livskraftig. Inga underarter finns listade i Catalogue of Life.